# QMNA
En hydrologie, le QMNA est une valeur du débit mensuel d'étiage atteint par un cours d'eau pour une année donnée,,. Calculé pour différentes durées : 2 ans, 5 ans, etc., il permet d'apprécier statistiquement le plus petit écoulement d'un cours d'eau sur une période donnée.
Le QMNA le plus courant est le QMNA5 (« QMNA ayant la probabilité 1/5 de ne pas être dépassé une année donnée », ce qui correspond à un « débit ayant la probabilité de ne pas se reproduire plus qu'une fois par 5 ans » ou encore à un « débit ayant une probabilité d'être dépassé 4 années sur 5 »).